# Тип 62
Тип 62, или WZ-131 — облегчённая версия китайского среднего танка Тип 59, который, в свою очередь, является лицензионной копией советского Т-54А. Тип 62 был разработан в 1958 году для эксплуатации в горных районах на севере Китая и низменных районах на юге. Производство танка началось в 1963 году компанией NORINCO и продолжалось вплоть до 1978 года. В сумме было произведено около 800 машин, 500 из которых до сих пор находятся в эксплуатации. Тип 62 отличается от базового Тип 59 уменьшенными габаритами, лёгким вооружением и повышенной мобильностью.

## Описание конструкции

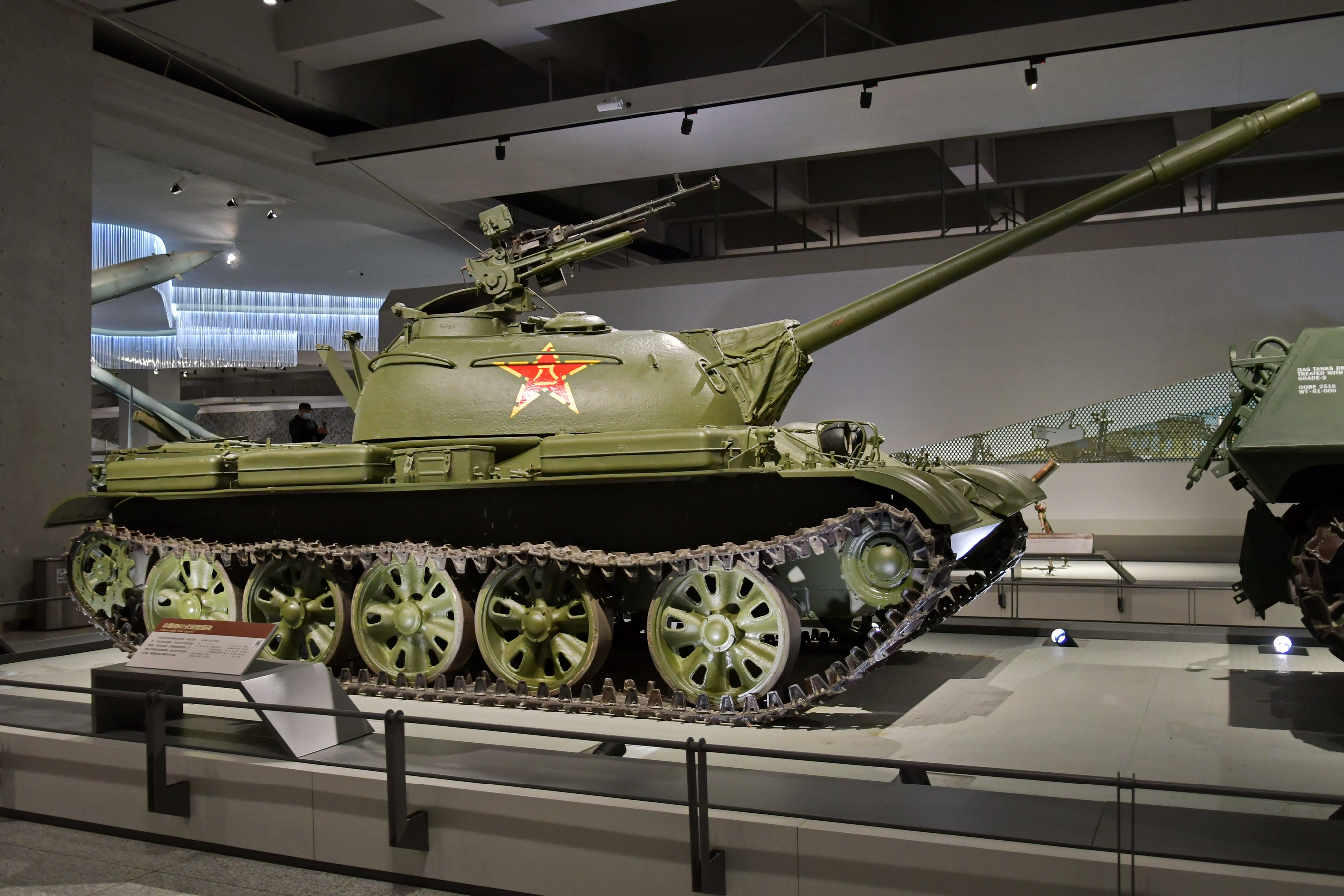
танк тип 62 в музее Народной Революции

### Защищённость
Экипаж танка по прежнему состоит из четырёх человек — механика-водителя в корпусе спереди слева и наводчика, командира и заряжающего в башне.
По сравнению с оригинальной моделью, лобовое бронирование корпуса было ослаблено со 100 мм до 35 мм, бронирование башни упало с 200 мм до 50 мм. Для обеспечения лучшей мобильности в труднодоступных регионах Китая ширина танка была уменьшена на 30 см. Эти изменения позволили снизить массу машины на 15 тонн. Аналогично Тип 59 может быть использована термодымовая аппаратура для постановки дымовой завесы.

### Мобильность
В моторном отделении танка размещён двигатель 12150-L3 мощностью в 430 л.с. При массе машины в 21 тонну позволяет развить максимальную скорость в 60 км/ч при удельной мощности в 20,4 л. с./т. Скорость заднего хода составляет 8 км/ч.

### Вооружение
По аналогии с бронированием, вооружение танка Тип 62 было облегчено: была установлена 85-мм нарезная пушка Тип 62-85ТС. Боекомплект танка состоит из 47 снарядов различного типа (бронебойных, в том числе со взрывчатым веществом, осколочно-фугасных, осветительных). С орудием спарен 7,62-мм пулемёт Тип 59 — копия советского СГМТ с боекомплектом в 3 200 патронов. Командирская башня оснащена 12,7-мм пулемётом Тип 54, который, в свою очередь, является китайской копией советского ДШК, с боекомплектом в 300 патронов.

## Модификации
- Тип 62 (WZ-131) — первая серийная модификация.
- Тип 62I (WZ-131-1) — модификация путём введения прибора ночного видения, устройства погружения под воду и вертикального стабилизатора орудия. Боекомплект танка был увеличен с 47 до 62 снарядов. Орудие было заменено, на него поставили Т-образный дульный тормоз и эжектор ствола[1].
- Тип 62А (WZ-131A) — неизвестная модификация.
- Тип 62М (WZ-131M) — модификация, разработанная в 1980 году. Танк был оснащён лазерным дальномером, защищённость была повышена бортовыми экранами и усилением бронирования.
- Тип 62IIМ — модификация 2000 года[1]. Нарезная 85-мм пушка была заменена на 105-мм орудие с коротким откатом. Литая башня была также заменена, в неё установили композитную броню. Было выпущено не менее 3 прототипов.
- Тип 62 со 115-мм гладкоствольным орудием — модификация, разработанная КНДР совместно с Китаем. Из-за ухудшения отношений Китая с Советским Союзом армия КНДР не смогла получить лицензию на производство 115-мм орудия У-5ТС. Проект не был реализован[1].

## Операторы

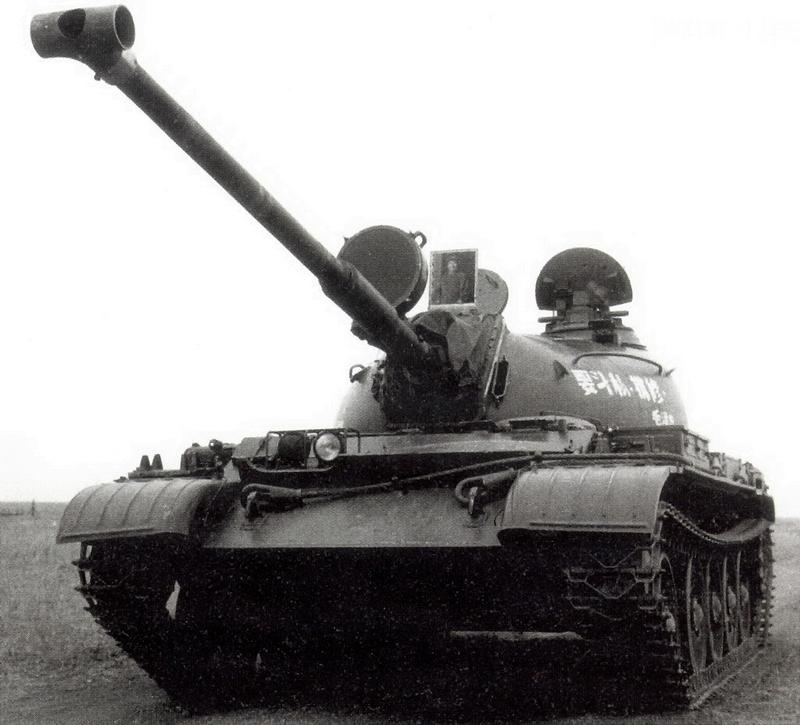
Тип 62I (WZ-131-1) — модификация с системой управления огнём, усовершенствованным орудием и устройством погружения под воду

- Северный Вьетнам — танки Тип 62 принимали активное участие во время войны по Вьетнаме[1]
- КНДР
- Судан
- Демократическая республика Конго

## Машины на базе
- Тип 762 — реактивная система дистанционного разминирования.
- Тип 762A (GSL-131) — реактивная система дистанционного разминирования.
- GJT-211 — бронированный бульдозер.
- WZ-851 — траншейный экскаватор.
- Тип 79 — опытная ремонтно-эвакуационная машина.